# Фрајер ет Шатебје
Фрајер ет Шатебје (фр. Frahier-et-Chatebier) насеље је и општина у источној Француској у региону Франш-Конте, у департману Горња Саона која припада префектури Лир.
По подацима из 2011. године у општини је живело 1258 становника, а густина насељености је износила 72,34 становника/km². Општина се простире на површини од 17,39 km². Налази се на средњој надморској висини од 422 метара (максималној 493 m, а минималној 352 m).

## Демографија
| 1962. | 1968. | 1975. | 1982. | 1990. | 1999. | 2011. |
| ----- | ----- | ----- | ----- | ----- | ----- | ----- |
| 578   | 575   | 616   | 907   | 1.005 | 1.038 | 1.258 |

График промене броја становника у току последњих година